# Đau đầu
Trong y học, đau đầu là một triệu chứng bệnh thường gặp, biểu hiện là đau nhức nhói ở phần đầu do nhiều căn bệnh khác nhau gây ra. Đau đầu là do sự xáo động trong các cấu trúc nhạy cảm đau ở vùng đầu. Bản thân bộ não không nhạy cảm với đau, vì nó không có thụ thể cảm nhận đau. Một số vùng trên đầu và cổ có các cấu trúc nhạy cảm đau. Các cấu trúc này chia làm hai loại: trong sọ (mạch máu, màng não, và các dây thần kinh sọ) và ngoài sọ (màng ngoài xương sọ, cơ, dây thần kinh, động mạch và tĩnh mạch, mô dưới da, mắt, tai, xoang và niêm mạc).
Có nhiều cách phân loại đau đầu. Cách phân loại được công nhận nhiều nhất là từ Hiệp hội Quốc tế về Bệnh Đau đầu. Điều trị phải tùy thuộc vào nguyên nhân gây ra bệnh, tuy nhiên trong quá trình chẩn đoán đang tiến hành thì các bác sĩ thường dùng thuốc giảm đau để làm giảm nhanh cơn đau.

## Phân loại
Phân loại đau đầu được trình bày khá đầy đủ trong cuốn Phân loại chuẩn Quốc tế về các rối loạn đau đầu (ICHD) của Hiệp hội Quốc tế về Bệnh Đau đầu, được tái bản năm 2004. Phân loại này đã được WHO công nhận.
Ngoài ra còn có các hệ thống phân loại khác. Một trong số các hệ thống đầu tiên được xuất bản vào năm 1951. Viện Y tế Quốc gia Hoa Kỳ xây dựng một hệ thống phân loại vào năm 1962.
Đau đầu cũng được phân loại theo độ nặng và độ cấp tính khi bắt đầu. Những cơn đau bắt đầu đột ngột và rất nặng còn được gọi là đau đầu sét đánh.

### ICHD-2
Cuốn Phân loại chuẩn Quốc tế về các rối loạn đau đầu (ICHD) là một hệ thống phân loại theo cấp bậc rất kỹ về các loại đau đầu. Nó bao gồm các tiêu chí chẩn đoán rõ ràng cho các rối loạn đau đầu. Ấn bản đầu tiên, ICHD-1, được xuất bản năm 1988. Bản tái bản hiện nay, ICHD-2, được xuất bản năm 2004.
Hệ thống phân loại sử dụng các mã số. Mức đầu tiên (chữ số đầu tiên) bao gồm 14 nhóm đau đầu. Bốn nhóm đầu được coi là các loại đau đầu sơ cấp, nhóm 5 đến 12 là đau đầu thứ cấp, đau dây thần kinh sọ, đau trung tâm mặt và các loại đau đầu khác là hai nhóm cuối cùng.

### Nguyên nhân trầm trọng
Nguyên nhân gây đau đầu có thể chia thành các bệnh lành tính và các bệnh nguy hiểm đến tính mạng. Cụ thể như:
- Đau nửa đầu
- Viêm màng não
- Viêm não
- U não, có thể bao gồm U não ác tính
- Áp-xe não
- Xuất huyết trong sọ
- Xuất huyết dưới màng cứng
- Xuất huyết dưới màng nuôi
- Ung thư não xâm lấn
- Viêm động mạch thái dương
- Cúm
- Sốt do Rickettsia Rickettsii
- Huyết áp cao
- Tăng áp suất sọ
- Bệnh Lyme
- Chứng phình mạch máu não
- Dị dạng mạch
- Viêm xoang
- Lupus ban đỏ hệ thống
- Bệnh tăng bạch cầu đơn nhân
- Suy hô hấp và tăng thán huyết (tăng CO2 máu)
- Viêm tuyến giáp
- Glôcôm
- Pheochromocytoma (u tuyến thượng thận) [8][9]
- Cúm thường[10]
- Sốt thung lũng Rift[11]
- Sốt xuất huyết do vi khuẩn Ebola[12]
- Thủy đậu[13]
- Virut West Nile[14]
- Sốt Lassa[15]
- Viêm họng do streptococcus[16]
- Quai bị[17]
- Rubella[18]
- Viêm não do Herpes simplex[19]
- Tổn thương mạch máu não (đột quỵ)[20]

### Do thời tiết
Một trong những nguyên nhân gây nhức đầu phổ biến là do thời tiết thay đổi, làm mạch máu.  trong đầu giãn ra gây nên hiện tượng nhức đầu.

## Sinh lý bệnh học
Bản thân não không cảm nhận được cảm giác đau, bởi vì nó không có thụ thể cảm nhận đau. Tuy nhiên, một số vùng trên đầu và cổ có thụ thể cảm nhận đau. Các vùng đó bao gồm các mạch máu ngoài sọ, các tĩnh mạch lớn, dây thần kinh sọ và dây thần kinh cột sống, cơ đầu và cơ cổ, và màng não.

## Chẩn đoán
Năm 2008, Trường Bác sĩ Cấp cứu Hoa Kỳ đã cập nhật hướng dẫn về đánh giá và điều trị bệnh nhân người lớn bị đau đầu cấp tính không nguy hiểm.
Mặc dù về mặt thống kê, đau đầu chủ yếu là nguyên phát (không nguy hiểm và tự khỏi), một số hội chứng đau đầu thứ phát cần được điều trị đặc biệt và có thể là dấu hiệu cảnh báo của các bệnh nguy hiểm hơn. Đôi khi rất khó phân biệt giữa đau đầu nguyên phát và thứ phát.
Thường thì bệnh nhân khó có thể nhớ được những chi tiết của mỗi cơn đau đầu, vì thế nên làm một "nhật ký đau đầu" để ghi lại những đặc điểm của cơn đau. 

### Chụp ảnh não
Khi cơn đau không giống bất kỳ một loại đau đầu nguyên phát nào hoặc có những triệu chứng bất thường thì cần khám kỹ hơn. Nên thực hiện chụp ảnh não (chụp CT đầu) khi có những vấn đề về thần kinh ví dụ như giảm khả năng nhận thức, yếu một bên người, kích cỡ đồng tử khác nhau, v.v. hoặc nếu cơn đau bắt đầu đột ngột và rất nặng, hoặc người đó dương tính với HIV. Đối với người trên 50 tuổi cũng nên chụp CT.

## Điều trị

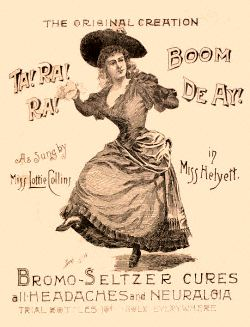
Một quảng cáo thuốc trị đau đầu cũ

### Đau đầu cấp tính
Không phải tất cả các loại đau đầu đều cần uống thuốc, và đa số có thể đơn giản chữa bằng thuốc giảm đau như paracetamol/acetaminophen hoặc các loại Thuốc chống viêm không steroid NSAID (nhưaspirin/acetylsalicylic acid, diclofenac hoặc ibuprofen)....

### Đau đầu mãn tính
Đối với các loại đau nửa đầu mãn tính không rõ nguyên nhân thì nên làm "nhật ký đau đầu" về loại đau, các triệu chứng liên quan, các yếu tố gây kích thích và làm nặng thêm. Điều đó sẽ giúp làm rõ đặc điểm của đau đầu, ví dụ như có liên quan đến việc dùng dược phẩm nào đó, chu kỳ kinh nguyệt, thiếu hoặc thừa một loại thức ăn nào đó.
Vào tháng 3/2007, hai nhóm nghiên cứu độc lập đã kích thích não bằng điện cực và cho thấy có thể làm giảm cơn đau đầu cụm.
Châm cứu cũng có tác dụng trong điều trị đau đầu mãn tính, và cả đau đầu căng thẳng lẫn đau nửa đầu. Tuy nhiên hiệu quả có khác nhau giữa châm cứu thật sự và giả châm cứu hay không thì còn chưa rõ ràng.

## Dịch tễ học
Trong một năm, khoảng 90% dân số bị đau đầu. Trong số những người phải đi cấp cứu, khoảng 1% có nguyên nhân nghiêm trọng gây đau đầu.

## Lịch sử

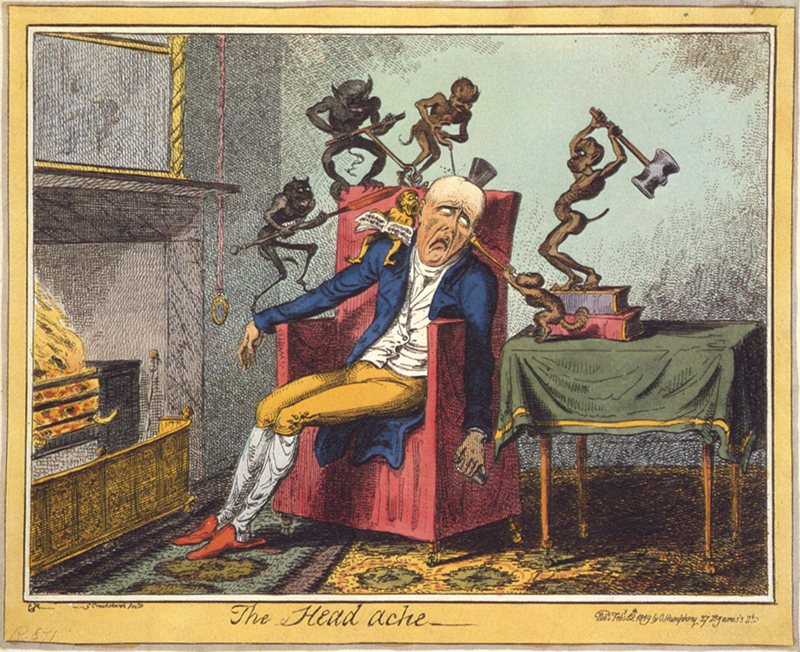
Một bức biếm họa về đau đầu của George Cruikshank năm 1819.

Văn bản đầu tiên ghi nhận hệ thống phân loại gần giống với hiện nay là De Cephalagia của Thomas Willis năm 1672. Năm 1787 Christian Baur chia đau đầu thành hai nhóm chính là tự phát (đau đầu nguyên phát) và triệu chứng (đau đầu thứ phát), và 84 nhóm nhỏ hơn.